# Huỳnh Như
Huỳnh Như (* 28. November 1991 in Châu Thành, Trà Vinh) ist eine vietnamesische Fußballspielerin.

## Karriere

### Klub
Sie begann ihre Karriere im Jahr 2007 beim Hồ Chí Minh City I WFC und sammelte mit ihrem Klub in dieser Zeit fünf Meisterschaften. Im August 2022 wechselte sie als erste vietnamesische Fußballspielerin nach Europa, wo sie sich in Portugal dem Länk FC Vilaverdense anschloss.

### Nationalmannschaft
Für die vietnamesische A-Nationalmannschaft debütierte sie im Jahr 2011. Ihr erstes Turnier mit dem Team war die Südostasienmeisterschaft 2011. Hier erzielte sie fünf Treffer. Am Ende landete sie mit ihrer Mannschaft auf dem dritten Platz. Ihr nächstes Turnier waren die Südostasienspiele 2013, wo sie mit ihrer Mannschaft die Silbermedaille holte. Nachdem sie sich mit ihrem Team für die Asienmeisterschaft 2014 qualifiziert hatte, erzielte sie hier keinen Treffer und am Ende landete ihre Mannschaft auf dem sechsten Platz, womit man die Weltmeisterschaft 2015 verpasste. Bei der Südostasienmeisterschaft 2015, verpasste sie mit ihrer Mannschaft über den vierten Platz ein weiteres Mal die Medaillenränge. Bei dem Turnier im Jahr 2016 erreicht sie mit ihrem Team den zweiten Platz.
Bei den Südostasienspielen 2018 trug sie noch einmal drei Tore bei und gewann mit ihrem Team die Goldmedaille. Nach der erfolgreichen Qualifikation spielte sie mit ihrer Mannschaft dann auch bei der Asienmeisterschaft 2018. Diesmal schaffte man es aber kein einziges Tor zu schießen und scheidet so nach der Gruppenphase direkt wieder aus. Im Jahr darauf gab es dann auch schon die Austragung der Südostasienmeisterschaft 2019, wo sie zwei Tore für ihr Team beisteuerte und am Ende mit ihrem Team den Titel gewann. Auch bei den Südostasienspielen 2019 holt sie mit ihren Mitspielerinnen wieder die Goldmedaille.
Danach erreichte sie mit ihrer Mannschaft wieder die Endrunde bei der Asienmeisterschaft 2022. In der Qualifikation sowie auch der Endrunde erzielte sie hier jeweils zwei Tore. Dort reichte ein einziger Punkt in der Gruppenphase, um durch das bessere Torverhältnis über den dritten Platz noch ins Viertelfinale vorzustoßen. Dort war dann nach einer 1:3-Niederlage gegen die Volksrepublik China aber auch Schluss. So hatte man aber noch die Chance in den Playoffs einen Platz für die Weltmeisterschaft 2023 zu erhalten. Dies funktionierte dann auch durch Siege über Taiwan und Thailand. Womit sie es mit ihrer Mannschaft erstmals in der Geschichte dieser, sich für die Endrunde bei einer Weltmeisterschaft zu qualifizieren.
Bei den im Mai 2022 ausgetragenen Südostasienspielen 2021, gewann sie dann auch noch eine weitere Goldmedaille mit ihrem Team. Bei der Südostasienmeisterschaft 2022 verpasste sie mit ihrer Mannschaft dann wieder nur knapp den dritten Platz, dafür erzielte sie sieben Treffer. Auch die Südostasienspiele 2023 enden für sie und ihre Mitspielerinnen mit der Goldmedaille.